# Víctor Marchetti
Pour les articles homonymes, voir Marchetti.
Víctor Rodolfo Marchetti (né en 1950 en Argentine) est un joueur de football argentin.

## Biographie
Il a joué pour le club de l'Unión de Santa Fe entre 1975 et 1976 puis à nouveau en 1984. Il est connu pour avoir terminé meilleur buteur du championnat argentin 1976 (Nacional) avec 22 buts (avec le River Plate).